# Maytenus retusa
Maytenus retusa är en benvedsväxtart som först beskrevs av Jean Louis Marie Poiret, och fick sitt nu gällande namn av John Isaac Briquet. Maytenus retusa ingår i släktet Maytenus och familjen Celastraceae. Inga underarter finns listade.